# Манорвил (Њујорк)
Манорвил (енгл. Manorville) насељено је место без административног статуса у америчкој савезној држави Њујорк.

## Демографија
По попису из 2010. године број становника је 14.314, што је 3.183 (28,6%) становника више него 2000. године.
| Група             | 2000.          | 2010.          |
| Белци             | 10.374 (93,2%) | 12.743 (89,0%) |
| Афроамериканци    | 131 (1,2%)     | 229 (1,6%)     |
| Азијати           | 73 (0,7%)      | 250 (1,7%)     |
| Хиспаноамериканци | 461 (4,1%)     | 938 (6,6%)     |
| Укупно            | 11.131         | 14.314         |